# Damian Stachowicz
Damian Stachowicz (* 1658 in Sokołów; † 27. November 1699 in Łowicz) war ein polnischer Komponist. 
Stachowicz trat sechzehnjährig in den Piaristenorden ein, dem er sein Leben lang angehörte, und wirkte als Lehrer für Poesie und Rhetorik. Er lebte u. a. in Warschau, Chełm, Piotrków Trybunalski, Góra Kalwaria, Łowicz und in Podoliniec. Von seinen kirchenmusikalischen Werken sind mehrere Litaneien, Psalmen und Motetten, ein Requiem und ein Veni creator erhalten.

## Werke
- Veni consolator, Concerto für Sopran, Trompete und Orgel
- Missa requiem
- Beatus vir, Psalm
- Dixit Dominus, Psalm
- Laudtate pueri, Psalm
- Beata nobis gaudea, Motette